# Sorokpolány
Sorokpolány község Vas vármegyében, a Szombathelyi járásban.

## Fekvése
A Gyöngyös-sík déli peremén, a Sorok-patak jobb partján emelkedő magaslaton fekszik, Szombathelytől 14 kilométerre dél-délkeletre.
Főutcája a 8704-es út, közigazgatási területét érintik még a 8442-es és a 8705-ös utak is.
Vasútvonal nem érinti, a legközelebbi vasúti csatlakozási lehetőség a Szombathely–Szentgotthárd-vasútvonal Ják-Balogunyom vasútállomása, bő 5 kilométerre északnyugatra.

## Története
Sorokpolány 1939-ben keletkezett Sorkipolány és Sorokújfalu egyesítésével.
1265-ben Pulan néven említik először. Neve az ősszláv polanya (= nyílt kopár térség, síkság) főnévből származik. 1301-ben Palan, 1410-ben Polyan néven említik. 1301-ben Szent-László tiszteletére szentelt kápolna állt határában. Az Unyani, Polyáni és más családoké volt. Sorokújfalu első említése 1450-ből Poss. Wyfalw alakban történik. A Hidvégieké és más nemeseké volt.
A település területén Árpád-kori temetőt tártak fel, mai temploma a 15. században már állott. A mai kastély elődje feltehetően egy középkori udvarház volt. A török időket követően az Akacs, a Bácsmegyei és Mankóbüki családok birtoka volt. Ezután a Rumy család a község földesura, de 1820-ban eladták Taródházi Mikos Lászlónak. A kastélyt is ő építtette 1850 körül barokk stílusban.
Vályi András szerint "ÚJFALU. Sorki Újfalu. Vas Várm. földes Urai több Urak, fekszik Kis Unyomnak szomszédságában, és annak filiája; határja is hozzá hasonlító."
Fényes Elek szerint "Polány, magyar falu, Vas vmegyében, a Sorok mellett, 120 kath. lak., róna igen termékeny határral. Birják gr. Hugonnai, Polányi, Korcsmáros. Ut. p. Szombathely."
Vas vármegye monográfiájában "Sorki-Polány szintén a Sorok patak mellett fekszik. Házainak száma 32, lakosaié 227. Ezek magyarok és vallásuk r. kath., ág. ev. és ev. ref. Postája és távírója Kis-Unyom. Földesurai a Polányi, báró Mesznil , Hugonnay és Mikos -családok voltak. Kath. temploma a mult század elején épült. Falában látható Bátsmegyey Ferencznek, 1686 előtt Vas- Zala- és Somogyvármegyék főjegyzőjének, 1686 után Vasvármegye alispánjának siremléke. Sorok-Ujfalu magyar község, 48 házzal és 531 r. kath. és ág. ev. lakossal. Postája és távírója Kis-Unyom. Itt veszi magába a Sorok patak a Perint patakot."
A sorokújfaui birtokot 1890-ben a Szapáry család vásárolta meg. 1910-ben a pénzügyi zavarba került Szapáryak Gött Gyulának adták el, majd 1916-ban báró Haupt Buchenrode István vásárolta meg. A család a birtokot 1945-ig meg is tartotta.
1910-ben Sorkipolánynak 291, Sorokújfalunak 637 magyar lakosa volt.

## Közélete

### Polgármesterei
- 1990–1994: Fülöp György (független)[8]
- 1994–1998: Fülöp György (független)[9]
- 1998–2002: Nagy Miklós (független)[10]
- 2002–2006: Nagy Miklós (független)[11]
- 2006–2010: Antal Lászlóné (független)[12]
- 2010–2014: Antal Lászlóné (független)[13]
- 2014–2019: Mező Gáborné (független)[14]
- 2019–2024: Mező Gáborné (független)[15]
- 2024– : Mező Gáborné (független)[1]

## Népesség
A település népességének változása:
| Lakosok száma | 836  | 834  | 839  | 800  | 786  | 797  | 775  | 792  | 784  | 762  |
|               | 2013 | 2014 | 2015 | 2016 | 2017 | 2018 | 2021 | 2022 | 2023 | 2024 |

A 2011-es népszámlálás során a lakosok 91%-a magyarnak, 0,5% németnek, 1,7% cigánynak mondta magát (9% nem nyilatkozott; a kettős identitások miatt a végösszeg nagyobb lehet 100%-nál). A vallási megoszlás a következő volt: római katolikus 68,2%, evangélikus 1,1%, református 4,4%, felekezet nélküli 7,1% (17,4% nem nyilatkozott).
2022-ben a lakosság 91,3%-a vallotta magát magyarnak, 1,3% németnek, 0,6% cigánynak, 0,3% horvátnak, 0,1-0,1% ukránnak és románnak, 1,3% egyéb, nem hazai nemzetiségűnek (8,6% nem nyilatkozott; a kettős identitások miatt a végösszeg nagyobb lehet 100%-nál). Vallásuk szerint 48,6% volt római katolikus, 3,4% református, 1,8% evangélikus, 0,1% görög katolikus, 1,9% egyéb keresztény, 2% egyéb katolikus, 6,2% felekezeten kívüli (35,7% nem válaszolt).

## Nevezetességei
- A Nagyboldogasszonynak szentelt római katolikus temploma 15. századi gótikus eredetű külső falán freskók maradványai láthatók, belül 1697-ből való síremlékkel. A templomot 1842-ben átalakították. Tornya a harangok szintjéig középkori eredetű.
- A Szapáry-kastélyt a 19. század közepén a Mikos család építtette  eklektikus stílusban. 1927-ben akkori birtokosa Haupt báró átalakíttatta. Ma magántulajdon, felújítása folyik.
- A Szapáry család 1878-ban épített neoreneszánsz mauzóleuma.

## Képgaléria

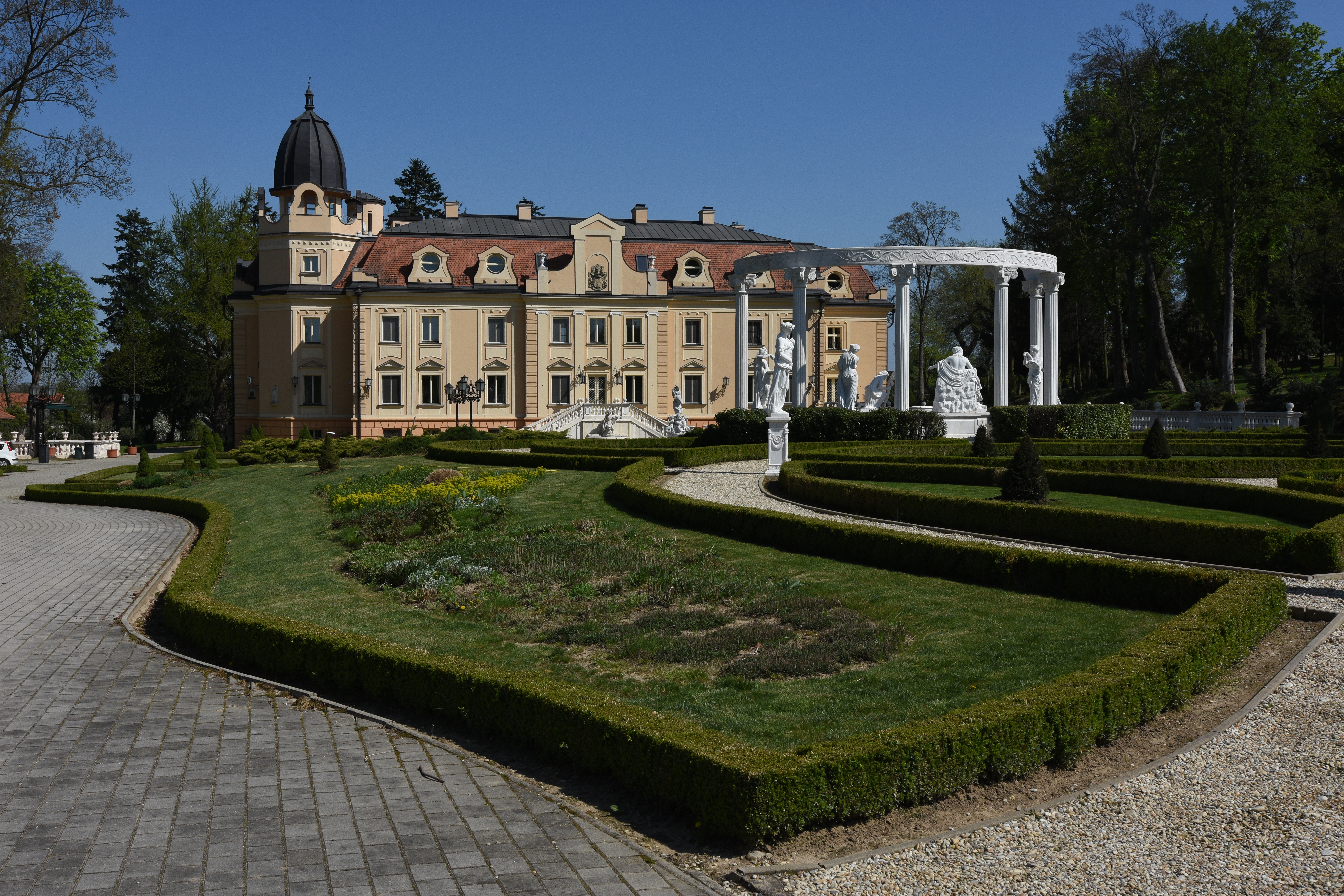
Kastély
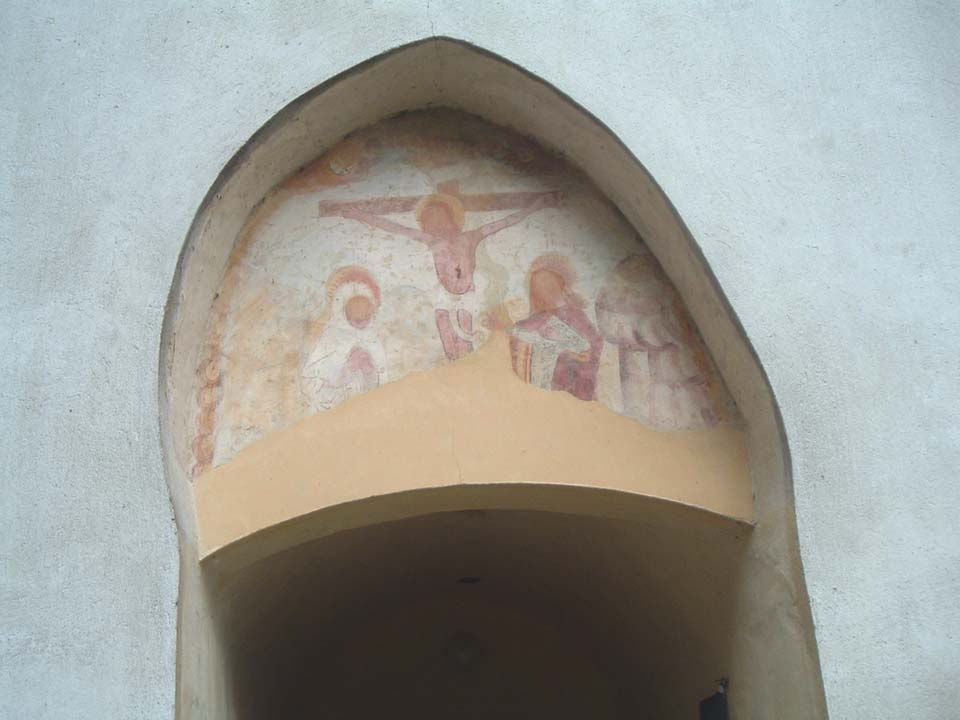
A római katolikus templom kapuja korabeli freskóval
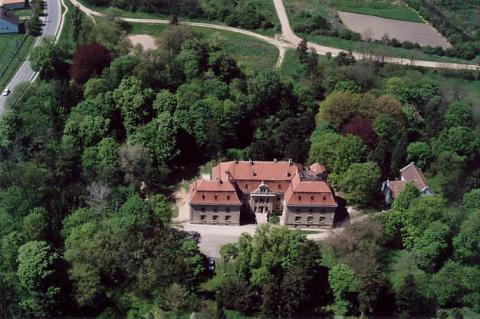
A kastély légifotója
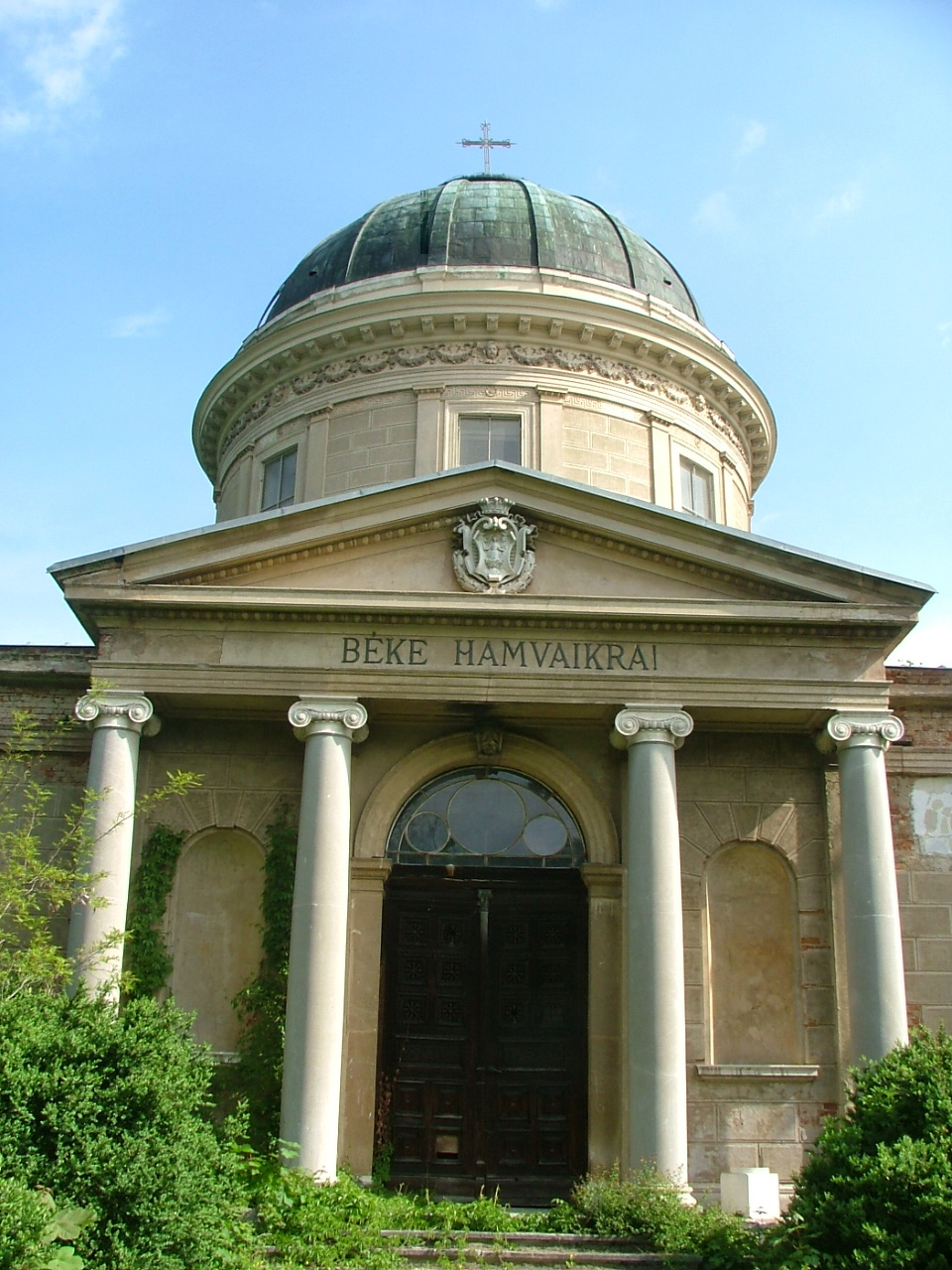
A Szapáry-mauzóleum
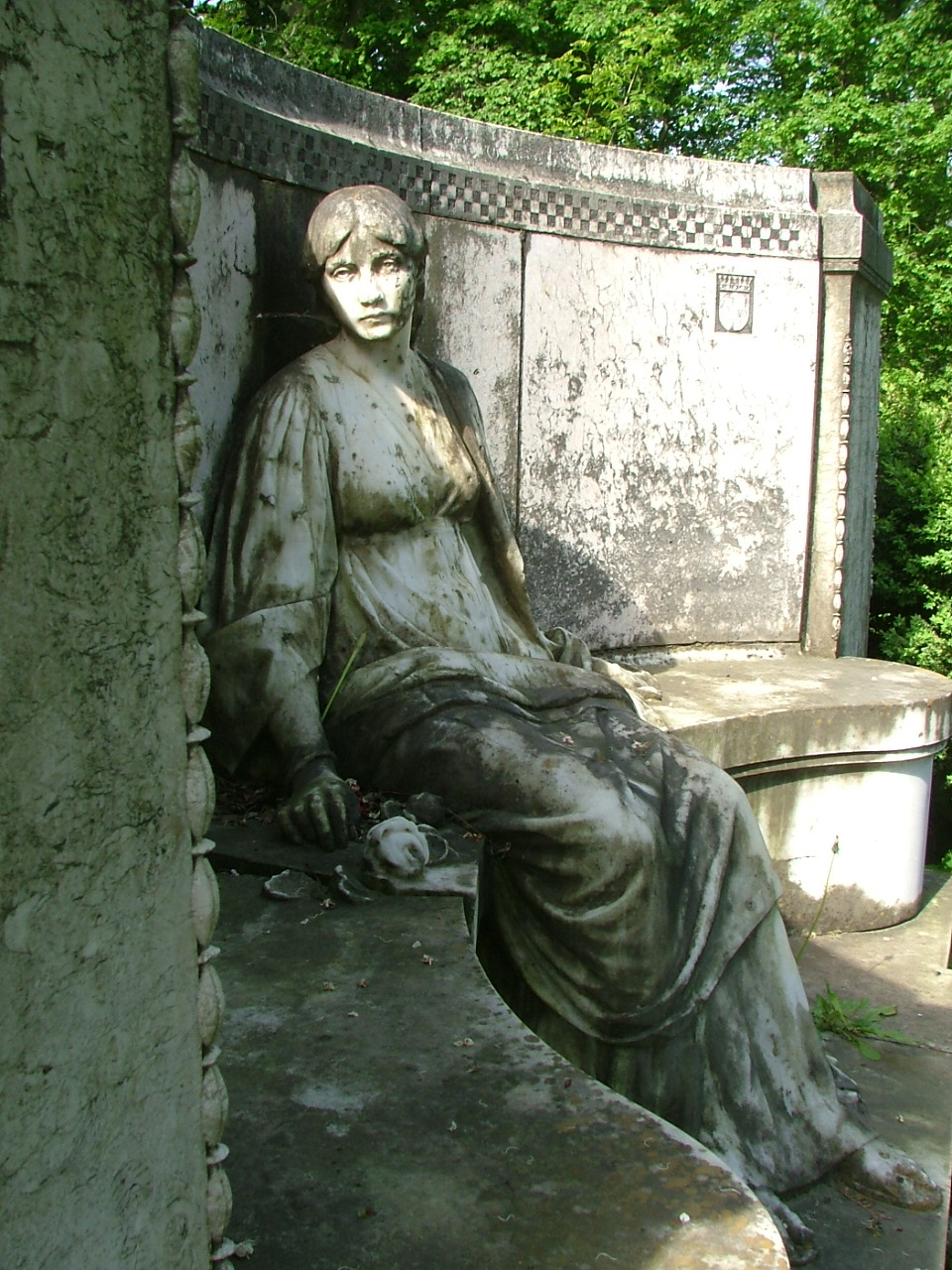
Szobor a Szapáry-mauzóleum kertjében